# Michael Rieser

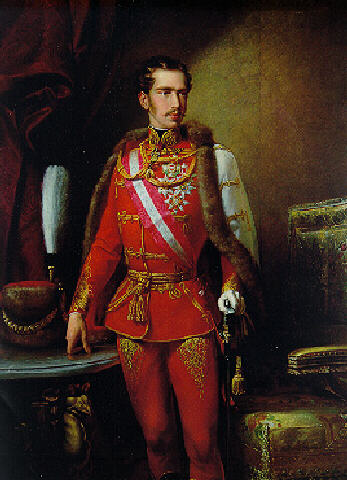
Kaiser Franz Joseph in jungen Jahren, porträtiert von Michael Rieser, 1855

Michael Rieser (* 5. September 1828 in Schlitters, Tirol; † 9. November 1905 in Wien) war ein österreichischer Maler.
Er studierte an der Danziger Kunstschule und anschließend von 1848 bis 1850 an der Akademie in München bei Christian Ruben. Ab 1861 war er Mitglied des Wiener Künstlerhauses.
Nach einem längeren Aufenthalt in Rom (1861–1864) kehrte er nach Wien zurück, wo er von 1868 bis 1888 als Professor an der k.k. Kunstgewerbeschule des k.k. Österreichischen Museums für Kunst und Industrie tätig war.
Zu seinen Schülern gehörten bekannte Maler wie Gustav Klimt und Franz von Matsch.

## Werke
- vier Altarbilder für die Kirche im böhmischen Kladrub (im Auftrag von Fürst Alois von Liechtenstein)
- Altarbild der Heiligen Anna für die Pfarrkirche in Schlitters
- Altarbild „Die Heilige Familie“ für die Spitalskirche in Trier
- 1880: Mosaik im Hochaltar der Schottenkirche in Wien